# Trip World
Trip World (トリップワールド?) è un videogioco a piattaforme del 1992 sviluppato e pubblicato da Sunsoft per Game Boy. Il titolo è stato successivamente distribuito per Nintendo 3DS.
Il protagonista del gioco compare come personaggio giocante nel videogioco Galaxy Fight: Universal Warriors.